# Creature (antologia)
Creature (Monsters) è un'antologia del 1990, di racconti fantascientifici scritti da A. E. van Vogt.
È stato pubblicato in italiano nel numero 1134 della serie Urania.

## Racconti

### Genere: Mostro spaziale
Non solo i morti

### Genere: Mostro robotico
Comando finale

### Genere: Mostro telepatico
Guerra di nervi

### Genere: Mostro marziano
Villaggio incantato

### Genere: Mostro con mistero
Nascondiglio

### Genere: Mostro degli abissi
La creatura del mare

### Genere: Mostro ricostruito
Resurrezione

### Genere: Mostro proteiforme
La torre di Kalorn

## Edizioni
- A. E. van Vogt, creature, collana Urania n° 1134, Cles, Arnoldo Mondadori, 1990,  p. 175.